# Ingersoll Rand
Ingersoll Rand Inc., заснована в 1859 році, є американським світовим постачальником промислового обладнання, технологій та супутніх деталей та послуг для широкої та різноманітної клієнтської бази через сімейство брендів. Компанія має понад 30 виробничих потужностей, розташованих в Америці, Європі, на Близькому Сході та в Азійсько-Тихоокеанському регіоні з офісами в 35 різних країнах. Заснована в Мілвокі, штат Вісконсин, вона працює у трьох групах: Industrials Group, Energy Group та Medical Group.

## Відділи
Industrials Group розробляє, виробляє, продає та обслуговує широкий асортимент продукції, включаючи поворотні гвинтові, поршневі та розсувні лопатеві компресори, багатоступінчасті та позитивні переміщення, відцентрові та бокові канали, вакуумні технології, а також мобільні транспортні товари. Кінцеві сектори ринку, що обслуговуються Industrials Group, — це насамперед промислове виробництво, транспорт, енергетика, гірничодобувна промисловість та будівництво, екологія, а також продукти харчування та напої.
Energy Group виробляє, продає та обслуговує кільцеві насоси з рідиною та розроблені системи для виробництва енергії, екології, нафтохімії, целюлозно-паперової та промислової промисловості; насоси та обладнання для перекачування рідини, що використовуються, головним чином, для буріння свердловин, обслуговування та видобутку свердловин, а також нафтохімічного та промислового застосування; і водоструминні насоси. Група Energy включає три підрозділи: Нафтовий насос, Nash і EMCO Wheaton. Відділ нафтових насосів розробляє, виробляє, випробовує та продає різноманітний асортимент насосів для нафтогазової промисловості. Nash є лідером у вакуумних насосах з рідким кільцем. Відділ Emco Wheaton розробляє, виробляє та встановлює широкий спектр рішень для завантаження та вивантаження практично будь-яких рідких та стиснених газових продуктів з річкових барж, кораблів та океанських супертанкерів. Окрім цього, поворотні шарніри Emco Wheaton та Todo, з'єднувачі та адаптери Dry-Break, позашляхові заправні системи та заземлювальне обладнання — все це використовується в системах бункеровки; передача нафти через шланги, трубопроводи або завантажувальну зброю з метою забезпечення паливом або мастилами резервуара-цистерни або резервуара.
Medical Group виробляє поршневі, мембранні та лінійні компресори та вакуумні насоси, які використовуються в медичних, екологічних та лабораторних цілях.

## Історія
- 1859 р. Губернаторська компанія Гарднера, заснована Робертом Гарднером, запроваджує регулювання швидкості для парових машин. Ця інновація, відома як губернатор flyball, допомогла прокласти шлях до подальшого виробництва інших промислових продуктів, таких як повітряні компресори. На рубежі століть компанія продала понад 150 000 губернаторів по всій території США та Канади.
- 1927 р. Губернаторська компанія Гарднера зливається з Денверською буровою компанією і стає Гарднер-Денвер.
- 1943 р. Гарднер Денвер зареєстрований на Нью-Йоркській фондовій біржі
- 1950-ті рр. Під час повоєнного періоду зростання Гарднер-Денвер робить ряд поглинань, включаючи Keller Tool Company та CycloBlower Company, виробника гвинтових гвинтових повітродувок.
- 1960-ті Гарднер Денвер додає Apex Machine and Tool Company і Martin Decker Corporation.
- 1979 Компанія придбана Cooper Industries, Inc. (Cooper).
- 1985—1988 Купер купує повітродувки Sutorbilt та DuroFlow, насоси для обслуговування колодязів OPI та компресори Joy.
- 1994 р. У міру зміни стратегії Cooper Industries підрозділ промислових машин Gardner Denver виокремлюється як незалежна компанія. Потім Gardner Denver, Inc. стає публічною компанією, що торгує на Нью-Йоркській фондовій біржі.
- 2004 р. Бізнес «Бурові рішення» було продано шведській компанії Atlas Copco.
- Gardner Denver, Inc. продовжує купувати додаткові компанії. З моменту виділення Cooper Industries було придбано 25 компаній, серед яких:
- 1996 Lamson Corp., Сіракузи, Нью-Йорк, США та виробництво ХХ століття (TCM), Талса, Оклахома, США
- 1997 Oy Tamrotor AB, Тампере, Фінляндія та Чемпіон Пневматик, Принстон, Іллінойс, США
- 1998 Форт-Ворт, Техаське геологічне обладнання та Віттіг, Шопфгайм, Німеччина
- 1999 базується в США Allen-Stuart Equipment Co та Butterworth Jetting Systems, обидва — Х'юстон, Техас, а також Air Relief, Мейфілд, Кентуккі
- 2000 Invincible Airflow Systems, Baltic, Ohio, Jetting Systems & Accessories, Inc. та CRS Power Flow, Inc, обидва Х'юстон, Техас
- 2001 р. Глостер, британський виробник компресорів Belliss & Morcom та Syracuse, штат Нью-Йорк • Система повітря та фільтрації Hoffman
- 2003 Chaparral, Одеса, Техас, США
- 2004 Syltone / Emco Wheaton, Margate, Велика Британія та Кірххейн, Німеччина, а також Nash Elmo
- 2005 Боттаріні, Лонате, Італія, а також американський та європейський Томас Рітшле
- 2006 Тодо, Торебода, Швеція
- 2008 CompAir, Реддіт, Велика Британія та Сіммерн, Німеччина
- 2009 Ілмвац, Ільменау, Німеччина; Gardner Denver, Inc. відзначає своє півріччя (150 років) як компанія
- 2011 Робускі, Парма, Італія
- У 2013 році Гарднер Денвер переходить від публічної торгівлі до приватної компанії, коли її випущені акції купує американська багатонаціональна компанія з приватного капіталу Kohlberg Kravis Roberts & Co. L.P.
- 2014 Придбання компанії Texas Conroe Plastics Molding, Inc.
- 2016 — продано Air Relief Epic проведене IPO у 2017 році
- 2020 Компанія Гарднер-Денвер зливається з промисловим бізнесом Ingersoll-Rand plc (нині відома як Trane Technologies) і стає Ingersoll Rand Inc.

## Підприємства
Підприємства Ingersoll-Rand розділені на три окремі сектори.
Технології клімат-контролю включають бренди Hussmann, Koxka, Krack та Thermo-King. Компанія Hussmann, розташована в місті Бриджтон, Міссурі, є виробником комерційних холодильних шаф з повним спектром послуг. Охолоджувачі та морозильні камери Hussman можна знайти у більшості продовольчих магазинів США.
Koxka — велика комерційна холодильна фірма для великих та малих харчових секторів на європейському ринку.
Krack обслуговує комерційні, великі комерційні та промислові сектори з охолодженням від невеликих вхідних ящиків до повних складів холодильних камер.
Компанія Thermo-King, що базується в Блумінгтоні, штат Міннесота, пропонує портативні холодильні рішення — від кондиціонерів масового транспорту до охолодження морських контейнерів.
Колишній сектор будівельних технологій включав бренди Ingersoll-Rand та Montabert (Rock Hammers). Фірмова продукція Ingersoll-Rand включає обладнання для дорожнього розвитку, таке як бруківки, котки та ущільнювачі. Цей підрозділ було придбано Volvo Construction Equipment 30 квітня 2007 року. Торгова марка Montabert — французька компанія, що постачає дробарки для гірських порід, пневматичний інструмент та бурові установки. Крім того, до цієї категорії потрапила марка комунального обладнання Ingersoll-Rand, така як переносні світлові вежі, генератори, буксирувані повітряні компресори, навантажувачі, екскаватори, екскаватори, колісні навантажувачі та навантажувачі. Продано Volvo у 2007 році.
Колишній сектор компактних транспортних засобів керував брендами Bobcat та Club Car. Bobcat — це оригінальна марка міні-навантажувачів, але вона також створює компактне обладнання для роботи на коліях і тепер включає компактні екскаватори, обладнання для ущільнення та різні інші програми. Club Car є насамперед виробником візків для гольфу та іншого компактного транспортного обладнання.
Продукція Bobcat та Club Car продається у всьому світі. Продаж Bobcat було оголошено в липні 2007 року (угода закрита 30 листопада 2007 року) південнокорейській Doosan Infracore за 4,9 мільярда доларів. Це було найбільше зарубіжне придбання, коли-небудь здійснене південнокорейською фірмою. Клубний автомобіль буде обраний переданий до підрозділу Industrial Technologies.
Сектор промислових технологій поділяється на дві групи: Air Solutions та Productivity Solutions. Група виробничих рішень (ASG) займається інструментами, насосами, ергономічним підйомним обладнанням та підйомниками. Група авіаційних рішень (ASG) включає стиснене повітря, яке забезпечує живлення цих пристроїв, а також повітряні компресори, повітродувки та вакуумні насоси для різних комерційних, промислових та технологічних застосувань.
Сектор Технологій Безпеки пропонує товари для безпеки, починаючи від механічних замків і закінчуючи інтегрованими підприємницькими електронними рішеннями безпеки. Замок Schlage є частиною Ingersoll-Rand з 1974 року і пропонує як житлові, так і комерційні механічні та електронні рішення для блокування. Фон Дюпрін — оригінальна компанія для виходу з паніки, яка розробляється для швидкого та легкого виходу з будівель після театру ірокезів «Пожежа» в Чикаго, штат Іллінойс. Доводчики дверей LCN постачають якісні чавунні вироби для контролю дверей з 1877 року. Інші марки в цьому секторі включають замки Falcon, пристрої виходу Monarch, елементи управління дверима Dor-O-Matic, петлі Ives та декоративні вироби з металу, житлові замки Dexter, двері Steelcraft, Продукти електронної безпеки Locknetics та послуги інтеграції електронних систем безпеки та продукти від Джеффрі, Electronic Technologies Corp. та системи розпізнавання.
У 2007 році сектор Технологій безпеки почав переводити бренди Falcon, Monarch та Dor-O-Matic в новий єдиний бренд дверного обладнання Falcon. Окремі бренди втратять свою ідентичність у 2008 та 2009 роках.
В Європі основними брендами для сектору технологій безпеки є Interflex, Normbau, Randi, CISA.
Німеччина є головним брендом для сектору технологій безпеки є Interflex та Normbau. Interflex Datensysteme GmbH & Co. KG (заснована підприємцем Вільгельмом Галлером, чия головна проблема полягала в гуманізації праці), є безпосередньою дочірньою компанією Ingersoll-Rand Security Technologies. Її німецька штаб-квартира знаходиться в Штутгарті і була заснована в 1976 році. Виробництво пристроїв охоронних систем, а Інженерний центр досліджень і розробок знаходиться в Дурхаузені, що приблизно за годину їзди від Штутгарта. «Центр досконалості» в галузі проектування та розробки електронних апаратних засобів знаходиться в Дурхаузені. Інший важливий центр розробки та дизайну програмного забезпечення для Interflex знаходиться в Карлсруе та Ерлангені, Німеччина. Він має різні регіональні філії, розташовані по всій Німеччині, Швейцарії та Австрії. Interflex концентрується на проектуванні та розробці систем безпеки з біометричним розпізнаванням, виготовлення значків, електронних систем, що замикаються на двері, інтеграції систем безпеки, біометрії та реєстрації відвідуваності робочого часу. Також є європейським лідером у галузі програмного забезпечення для управління робочою силою, консультування з питань підвищення продуктивності робочої сили. Коротше персонал sch